# Haakjeswortelmot
De haakjeswortelmot (Dichrorampha vancouverana) is een vlinder uit de familie bladrollers (Tortricidae). De wetenschappelijke naam is voor het eerst geldig gepubliceerd in 1935 door McDunnough.
De soort komt voor in Europa.